# Huaycama (Valle Viejo)
Huaycama es una localidad del Departamento Valle Viejo, en la provincia de Catamarca, Argentina.
Se encuentran allí las ruinas de la casa natal del caudillo local Felipe Varela.

## Geografía

### Ubicación
Se accede desde la ciudad de San Fernando del Valle de Catamarca por la Ruta Provincial 33 hasta la altura del Aeropuerto Coronel Felipe Varela, allí se toma la Ruta Provincial 221 hasta la localidad ubicada sobre la margen oeste de la Sierra de Ancasti. Otro acceso es a través de la Ruta Nacional 38 (Argentina), en el desvío antes de la Cuestecilla del Portezuelo.

### Población
Cuenta con 174 habitantes (Indec, 2001), lo que representa un descenso del 6,45% frente a los 186 habitantes (Indec, 1991) del censo anterior.

### Terremoto de Catamarca de 1898
Ocurrió el 4 de febrero de 1898 (127 años), a las 12.57 de 6,4 en la escala de Richter; a 28º26' de Latitud Sur y 66º09' de Longitud Oeste (28°26′59″S 66°9′0″O / -28.44972, -66.15000)
Destruyó la localidad de Saujil, y afectó severamente los pueblos de Pomán, Mutquín, y entorno. Hubo heridos y contusos.

#### Sismicidad
La sismicidad de la región de Catamarca es frecuente y de intensidad baja, y un silencio sísmico de terremotos medios a graves cada 30 años en áreas aleatorias. Sus últimas expresiones se produjeron:
- 21 de marzo de 1892 (132 años), a las 1.45 UTC-3 con 6,0 Richter; como en toda localidad sísmica, aún con un silencio sísmico corto, se olvida la historia de otros movimientos sísmicos regionales (terremoto de Recreo de 1892)
- 21 de octubre de 1966 (58 años), a las 12.39 UTC-3 con 5,0 Richter
- 3 de noviembre de 1973 (51 años), a las 14.17 UTC-3 con 5,8 Richter: además de la gravedad física del fenómeno se unió el olvido de la población a estos eventos recurrentes
- 7 de septiembre de 2004 (20 años), a las 8.53 UTC-3, con una magnitud aproximadamente de 6,5 en la escala de Richter (terremoto de Catamarca de 2004)[1]